# Кујаба
Кујаба (порт. Cuiabá) град је у Бразилу у савезној држави Мато Гросо. Према процени из 2007. у граду је живело 527.113 становника.

## Становништво
Према процени из 2007. у граду је живело 527.113 становника.
| 1991.   | 2000.   |
| ------- | ------- |
| 402,813 | 483,346 |